# Zone de fracture

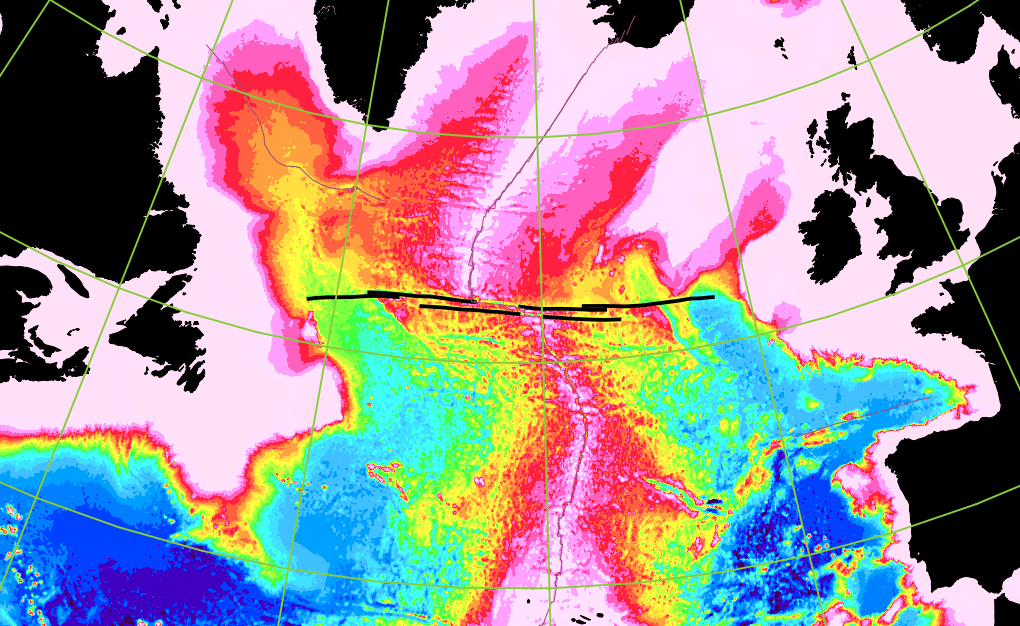
Carte de bathymétrie de l'océan Atlantique Nord montrant l'étendue complète de la zone de fracture Charlie-Gibbs (lignes noires horizontales au centre de l'image).

Une zone de fracture est une caractéristique linéaire du plancher océanique. Souvent longue de centaines, voire de milliers de kilomètres résultant de l'action de segments d'axe de dorsale décalés.Elles sont une conséquence de la tectonique des plaques. Les plaques lithosphériques situées de part et d'autre d'une faille transformante active se déplacent dans des directions opposées, il s'agit d'une activité de glissement horizontal. Les zones de fracture s'étendent au-delà des failles transformantes, en s'éloignant de l'axe de la crête, inactives sur le plan sismique (car les deux segments de plaques se déplacent dans la même direction), elles présentent des signes de l'activité passée des failles transformantes, principalement dans les différents âges de la croûte sur les côtés opposés de la zone.
Dans la pratique, de nombreuses failles transformantes alignées avec des zones de fracture sont souvent appelées « zones de fracture », bien que techniquement, elles ne le soient pas.

## Structure et formation
Les dorsales sont des frontières de plaques divergentes. Lorsque les plaques situées de part et d'autre d'une dorsale décalée se déplacent, une faille transformante se forme au niveau du décalage entre les deux dorsales.
Les zones de fractures et les failles transformantes qui les forment sont des caractéristiques distinctes mais liées. Les failles transformantes sont des frontières de plaques, ce qui signifie que de chaque côté de la faille se trouve une plaque différente. En revanche, à l'extérieur d'une faille transformante de type dorsale, la croûte des deux côtés appartient à la même plaque et il n'y a pas de mouvement relatif le long de la jonction. La zone de fracture est donc la jonction entre des régions de la croûte océanique d'âges différents. La croûte plus jeune étant généralement plus haute en raison d'une poussée thermique accrue, la zone de fracture se caractérise par un décalage d'élévation avec un canyon intermédiaire qui peut être topographiquement distinct sur des centaines ou des milliers de kilomètres sur le fond marin.

## Importance géologique
Comme de nombreuses zones du plancher océanique, en particulier l'océan Atlantique, sont actuellement inactives, il peut être difficile de trouver le mouvement passé des plaques. Cependant, en observant les zones de fracture, on peut déterminer à la fois la direction et la vitesse du mouvement passé des plaques. Pour cela, il faut observer les motifs de la bande magnétique sur le fond de l'océan (résultat des inversions du champ magnétique terrestre au fil du temps). En mesurant le décalage des bandes magnétiques, on peut alors déterminer la vitesse des mouvements passés des plaques. De la même manière, on peut utiliser les âges relatifs des fonds marins de part et d'autre d'une zone de fracture pour déterminer la vitesse des mouvements passés des plaques. En comparant le décalage d'un plancher océanique d'âge similaire, on peut déterminer la vitesse de déplacement de la plaque.

## Exemples

### Zone de fracture de Blanco

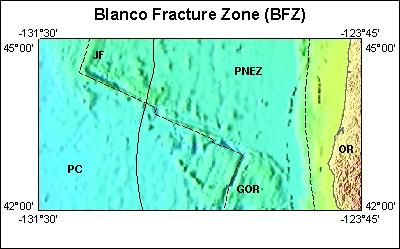
Carte de la zone de la fracture de Blanco

La zone de fracture de Blanco est une zone de fracture située entre la dorsale Juan de Fuca et la dorsale Gorda. La caractéristique dominante de la zone de fracture est la crête Blanco, longue de 150 km, qui est une faille à angle élevé, à décrochement latéral droit, avec une certaine composante de faille normale.

### Zone de fracture Charlie-Gibbs
La zone de fracture Charlie-Gibbs est constituée de deux zones de fracture dans l'Atlantique Nord qui s'étendent sur plus de 2000 km. Ces zones de fracture déplacent la dorsale médio-atlantique de 350 km vers l'ouest. La section de la dorsale médio-atlantique située entre les deux zones de fracture est sismiquement active.

### Zone de fracture de Mendocino
La zone de fracture de Mendocino s'étend sur plus de 4 000 km au large de la Californie et sépare la plaque du Pacifique et la plaque Gorda. Les profondeurs bathymétriques du côté nord de la zone de fracture sont de 800 à 1 200 m moins profondes que celles du côté sud, ce qui suggère que le plancher océanique au nord de la dorsale est plus jeune. Les preuves géologiques confirment cette hypothèse, car on a constaté que les roches étaient de 23 à 27 millions d'années plus jeunes au nord de la dorsale qu'au sud.

### Zone de fracture Romanche

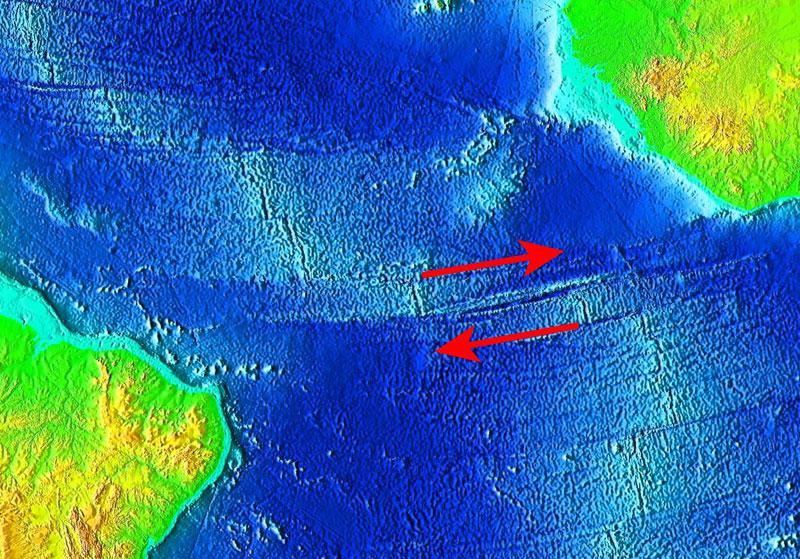
La zone de fracture de la Romanche avec les flèches rouges indiquant les directions des mouvements des plaques tectoniques

Également connue sous le nom de fosse Romanche, cette zone de fracture sépare les océans Atlantique Nord et Atlantique Sud. La fosse a une profondeur de 7 758 m, une longueur de 300 km et une largeur de 19 km. La zone de fracture décale la dorsale médio-atlantique de plus de 640 km.

### Zone de fracture Sovanco
La zone de fracture de Sovanco est une faille transformante à glissement dextre qui s'étend entre la dorsale Juan de Fuca et la dorsale Explorer dans l'océan Pacifique Nord. La zone de fracture mesure 125 km de long et 15 km de large.